# Thea Krokan Murud
Thea Krokan Murud (* 6. Juni 1994) ist eine ehemalige norwegische Skilangläuferin.

## Werdegang
Murud, die für den Søre Ål IL startete, trat erstmals beim Europäischen Olympischen Winter-Jugendfestival 2011 in Liberec in Erscheinung. Dort gewann sie die Silbermedaille über 7,5 km klassisch. Im folgenden Jahr belegte sie bei den Nordischen Junioren-Skiweltmeisterschaften 2012 in Erzurum den 14. Platz über 5 km klassisch und den sechsten Rang mit der Staffel. Im Februar 2014 startete sie in Meråker erstmals im Scandinavian Cup und errang dabei den 36. Platz im Sprint. Ihr erstes Weltcuprennen lief sie im März 2015 in Drammen, welches sie auf dem 49. Platz im Sprint beendete. Im Januar 2016 wurde sie bei den norwegischen Meisterschaften in Tromsø Dritte über 10 km klassisch. Bei den U23-Weltmeisterschaften 2016 in Rasnov belegte sie den 26. Platz im Sprint, den 16. Rang über 10 km klassisch und den 13. Platz über 10 km klassisch. Im folgenden Jahr gewann sie bei den U23-Weltmeisterschaften 2017 in Soldier Hollow die Silbermedaille im Sprint. Im März 2017 holte sie in Drammen mit dem 25. Platz im Sprint ihre ersten Weltcuppunkte. In der Saison 2017/18 erreichte sie in Lillehammer sowie in Drammen mit jeweils Platz zehn im Sprint ihre einzigen Top-Zehn-Platzierungen im Weltcup und mit dem 51. Platz im Gesamtweltcup ihr bestes Gesamtergebnis.
In der Saison 2019/20 nahm Murud erstmals an den Ski Classics teil. Dabei belegte sie den zehnten Rang in der Gesamtwertung. Ihre beste Saisonplatzierung war der fünfte Platz beim La Diagonela. In den folgenden Jahren bis zu ihren Karriereende im Jahr 2022 startete sie weiterhin bei den Ski Classics. Dabei wurde sie im März 2021 Dritte beim Årefjällsloppet und in der Saison 2021/22 jeweils Dritte beim Isergebirgslauf und Ylläs–Levi-Lauf sowie Zweite beim Tartu Maraton.

## Siege bei Continental-Cup-Rennen
| Nr. | Datum            | Ort       | Disziplin                      | Serie            |
| --- | ---------------- | --------- | ------------------------------ | ---------------- |
| 1.  | 24. Februar 2018 | Trondheim | 5 km klassisch Individualstart | Scandinavian Cup |